# Heideballonkopje
Het heideballonkopje (Peponocranium ludicrum) is een spinnensoort in de taxonomische indeling van de hangmatspinnen (Linyphiidae).
Het dier komt uit het geslacht Peponocranium. Peponocranium ludicrum werd in 1861 beschreven door Octavius Pickard-Cambridge.